# Boeing 707
Boeing 707 er Boeings første civile jetdrevne passagerfly. Den var baseret på den militære Boeing 717, bedre kendt som KC-135, tankflyet som bl.a. United States Air Force bruger i dag. Boeing havde i et stykke tid haft planer om at bygge et jetdrevet passagerfly og fremvist en prototype for luftfartsselskaberne, men USAF forhindrede produktionen af den civile 707 ved at placere så mange ordrer på KC-135, at Boeing ikke havde kapacitet til at gå videre med 707. Først i 1955 gav USAF Boeing klarering til at begynde produktionen af 707.
I den tid USAF havde forhindret produktionen af 707 havde Douglas haft tid til at sætte deres svar på 707, nemlig DC-8 i produktion. Boeing håbede på at redde de ordrer de havde tabt til Douglas ved at give flykroppen en diameter på størrelse med den militære udgave,da denne var større end på DC-8. Da den militære KC-135 jo allerede var i produktion kunne Boeing sælge 707 billigere end DC-8 fordi de ikke behøvede at fremstille nye fabrikker eller bygge flyet helt op fra grunden.
Efterfølgende gik det strygende med salget, og typen blev produceret i 3 versioner:
707-100 – den første version baseret på 717.
720 – egentlig 707-020, men fordi den havde samme længde som den oprindelige 717-020, blev den kaldt 720. Den lignede den oprindelige 707, men var aerodynamisk anderledes.
707-300 – også kaldet Jet Stratocruiser. Den forstørrede model blev kaldt Intercontinental på grund af dens fortræffelige egenskab til at flyve længere end tidligere modeller. Dette skyldtes, dels, at der blev monteret en ny motor, den civile udgave, JT3D af Pratt & Whitney TF33 en turbofanudvikling af J57, og dels en mængde aerodynamiske ændringer. bl.a. en ændret vinge. BOAC udbad sig nogle ændringer, bl.a. højere halefinne og Rolls-Royce motorer, og denne version var også populær.

## Specifikationer for 707-100
- Vingespænd: 39,88 m
- Længde: 44,04 m
- Vingeareal: 226 m²
- Tomvægt 53.525 kg
- Maks. startvægt: 112.039 kg
- Marchhastighed: 884-919 km/h (i en højde af 28,000 ft)
- Rækkevidde: 4.949 km
- Motor: Pratt & Whitney JT3A (Civil version af J57 fra F-100 Super Sabre og B52A-G)

## Trivia
Vingerne på Boeing 707 er 45 grader bagudrettet. Sinus og cosinus til 45 grader er 0,707 – deraf menes benævnelsen dannet.